# Robert Hurst
Robert Leslie Hurst III (Detroit, 4 oktober 1964) is een Amerikaanse jazzcontrabassist van de postbop.

## Biografie
Robert Hurst werd vooral bekend als huisbassist van de trompettist Wynton Marsalis, bij wiens band hij vanaf 1985 behoorde (voor het album J Mood). Bovendien werkte hij als sideman mee bij plaatsessies van Harry Connick jr., Kevin Eubanks, Ricky Ford, Kenny Kirkland, Branford Marsalis (op het album Crazy People Music), Mulgrew Miller, Marvin Smitty Smith, Dave Stryker, Tony Williams en Robi Botos. Hij begeleidde de pianiste Geri Allen in 1990 op haar album The Nurturer. In 1992 nam hij onder zijn eigen naam het album Robert Hurst Presents: Robert Hurst op voor het Japanse label DIW met gastmuzikanten als Marcus Belgrave, de basklarinettist Ralph Miles Jones III, Branford Marsalis (en leden van zijn band).